# Krymsoda Krasnoperekopsk
Krymsoda Krasnoperekopsk – ukraiński męski klub siatkarski z Krasnoperekopska. Założony został w 1997 roku.

## Rozgrywki krajowe
| Sezon     | Rozgrywki ligowe | Rozgrywki ligowe |
| Sezon     | Poziom           | Miejsce          |
| --------- | ---------------- | ---------------- |
| 1997/1998 | II liga          | 2.               |
| 1998/1999 | I liga           | 1.               |
| 1999/2000 | Wyszcza liha     |                  |
| 2000/2001 | Wyszcza liha     | 3.               |
| 2001/2002 | Wyszcza liha     | 2.               |
| 2002/2003 | Superliha        | 7.               |
| 2003/2004 | Superliha        | 7.               |
| 2004/2005 | Superliha        | 6.               |
| 2005/2006 | Superliha        | 2.               |
| 2006/2007 | Superliha        | 4.               |
| 2007/2008 | Superliha        | 5.               |
| 2008/2009 | Superliha        | 3.               |
| 2009/2010 | Superliha        | 2.               |
| 2010/2011 | Superliha        | 4.               |
| 2011/2012 | Superliha        | 2.               |
| 2012/2013 | Superliha        | 2.               |
| 2013/2014 | Superliha        | 4.               |

| Sezon     | Rozgrywki ligowe | Rozgrywki ligowe |
| Sezon     | Poziom           | Miejsce          |
| --------- | ---------------- | ---------------- |
| 2014/2015 | Grupa A-1        | 1.               |
| 2015/2016 | Grupa A-1        | 1.               |
| 2016/2017 | Grupa A-1        | 1.               |
| 2017/2018 | Grupa A-1        | 1.               |

## Rozgrywki międzynarodowe
| Sezon     | Rozgrywki        | Osiągnięcie |
| --------- | ---------------- | ----------- |
| 2006/2007 | Puchar CEV       | I runda     |
| 2010/2011 | Puchar Challenge | II runda    |

## Kadra
Sezon 2013/2014
- Pierwszy trener: Witalij Osypow
- Asystent trenera: Wiktor Wowk

| Nr | Imię i nazwisko          | Data ur. | Wzrost | Pozycja      |
| -- | ------------------------ | -------- | ------ | ------------ |
| 1  | Ihor Kowałykow           | 1995     | 196    | rozgrywający |
| 2  | Serhij Popow             | 1991     | 187    | libero       |
| 3  | Serhij Jeremenko         | 1994     | 204    | środkowy     |
| 4  | Artem Bespałow           | 1985     | 200    | środkowy     |
| 5  | Ołeksandr Żumatij        | 1988     | 192    | atakujący    |
| 7  | Dmytro Szorkin           | 1989     | 190    | przyjmujący  |
| 8  | Ołeksandr Myrosznyczenko | 1995     | 204    | przyjmujący  |
| 9  | Wytałij Bondar           | 1988     | 198    | atakujący    |
| 10 | Roman Dobryca            | 1983     | 202    | środkowy     |
| 13 | Ołeksandr Kuzniecow      | 1993     | 202    | przyjmujący  |
| 14 | Jewhenij Kisiluk         | 1995     | 195    | przyjmujący  |
| 16 | Roman Prychodko          | 1985     | 194    | libero       |
| 17 | Ołeksandr Dmytryjew      | 1987     | 198    | rozgrywający |